# Virtual Distance Challenge
Virtual Distance Challenge（バーチャルディスタンスチャレンジ）は、2020年から始まった合同会社TWOLAPS主催の中高生対象の新しい形の陸上競技大会である。通称「バーチャレ」「VDC」。
エントリーし、陸上競技場や学校庭で走った動画をネット上にアップロードし、ランキング化されるという形をとっている。

## 沿革
- 2020年6月22日　TWOLAPSTC代表横田真人が開催発表。[1]
- 2020年7月3日　クラウドファンディング開始。[2]
- 2020年7月5日　クラウドファンディング1次目標の300万円に到達。[2]